# Осокина (деревня)
Осокина — деревня в Далматовском районе Курганской области. Входит в состав Смирновского сельсовета.

## История
До 1917 года входила в состав Замараевской волости Шадринского уезда Пермской губернии. По данным на 1926 год состояла из 87 хозяйств. В административном отношении входила в состав Подкорытовского сельсовета Далматовского района Шадринского округа Уральской области.

## Население
| 1989 | 2002 | 2010 |
| ---- | ---- | ---- |
| 53   | ↗61  | ↘33  |

По данным переписи 1926 года в деревне проживало 445 человек (202 мужчины и 243 женщины), в том числе: русские составляли 100 % населения.